# Lalish
Lalish (Koerdisch: Laliş, ook Lalişa Nûranî genoemd) is een klein bergdorp en bedevaartsplaats in het noorden van Irak, ongeveer 60 km ten noorden van de stad Mosoel. In Lalish bevindt zich het graf van Sjeik Adi, de hervormer van het jezidisme.
Een jezidi moet minstens één keer in zijn leven een bedevaart maken naar Lalish, om er het graf van Sjeik Adi en ander heilige plaatsen te bezoeken. Jezidi's die in de omgeving wonen, worden eenmaal per jaar in Lalish verwacht voor het najaarsfeest.

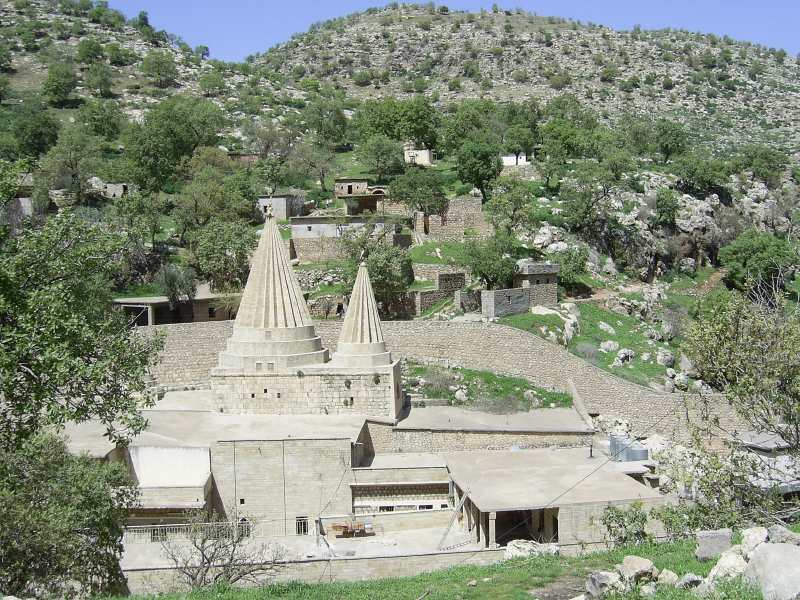
Graf van Sjeik Adi
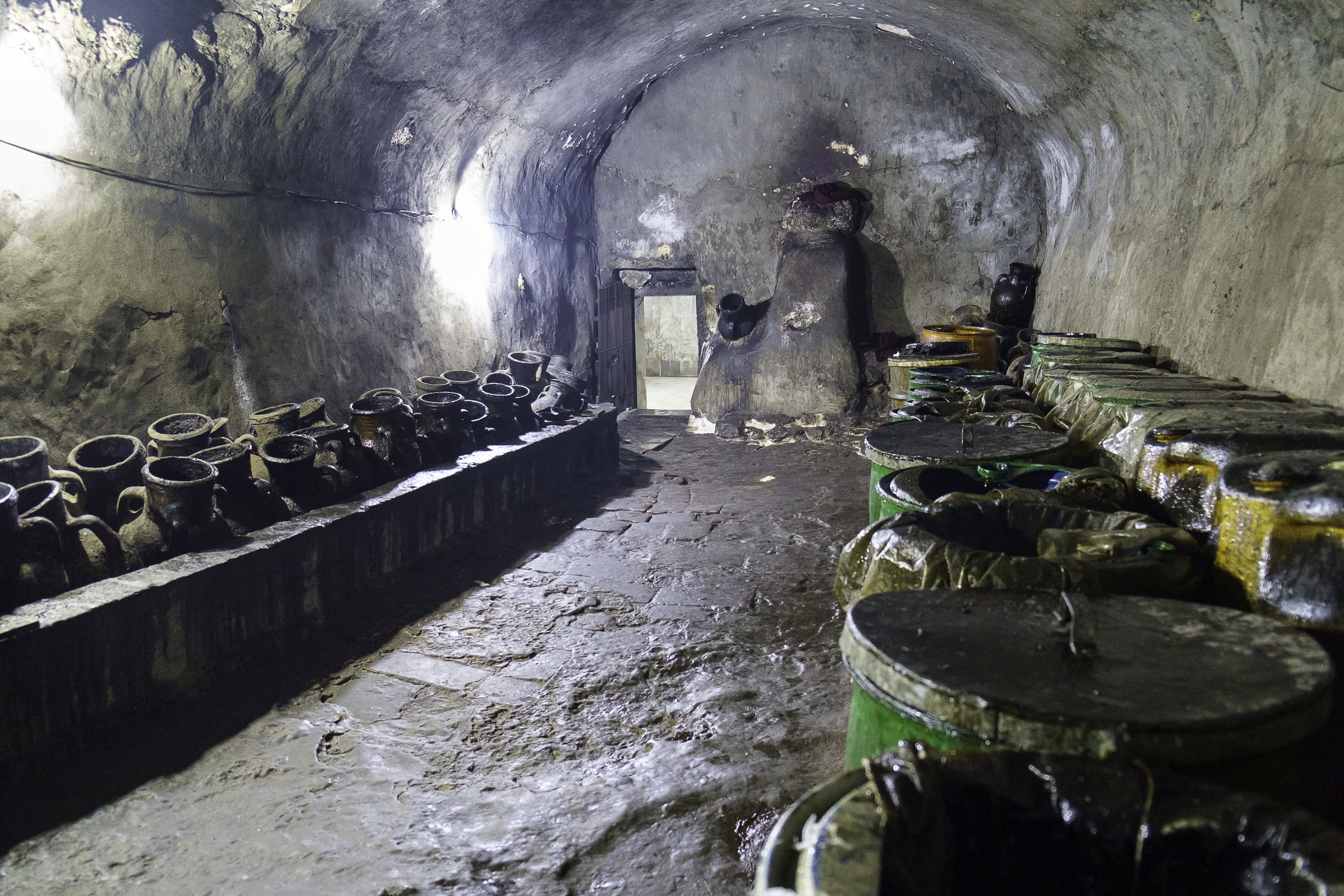
Grot van de wenssteen. Wenssteen op de achtergrond. Wanneer iemand hier een stuk kleding op weet te gooien, zouden zijn of haar wensen moeten uitkomen.